# Un noi a la cort del rei Artús
Un noi a la cort del rei Artús (títol original en anglès A Kid in King Arthur's Court) és una pel·lícula estatunidenco-anglo-hongaresa dirigida per Michael Gottlieb estrenada el 1995 i doblada al català. Basada en la famosa novel·la de Mark Twain titulada Un ianqui a la cort del Rei Artús.

## Argument
Calvin Fuller (Thomas Ian Nicholas), un adolescent de Califòrnia, una mica insegur i que travessa un difícil moment, és transportat a l'Edat Mitjana, a la Cort del Rei Artur (Joss Ackland), gràcies al poder i a la màgia de Merlin (Ron Moody). Calvin es fa amic del Mestre Kane (Daniel Craig) i curiosament de les princeses Sarah (Kate Winslet) i Katey (Paloma Baeza), que contraurà matrimoni amb aquell que guanyi el torneig que està a punt de celebrar-se.

## Repartiment
- Daniel Craig: Mestre Kane
- Joss Ackland: Rei Artús
- Paloma Baeza: Princesa Katey
- Thomas Ian Nicholas: Calvin Fuller
- Ron Moody: Merlí
- Kate Winslet: Princesa Sarah

## Producció
La majoria de la pel·lícula ambientada al segle 6è va ser gravada a Budapest, Hongria, mentre que la resta de la pel·lícula ambientada al segle xx va ser gravada al setembre de 1994, en el camp de softball del London Central High Schoool (LCHS), una institució americana a RAF Daws Hill, Alt Wycombe, Anglaterra.

## Rebuda
En el seu llançament la pel·lícula va ser universalment injuriada per la crítica.

### Cartellera
La pel·lícula va debutar en cartellera en el lloc número 9. I en la segona setmana de la pel·lícula era en el número 10.